# Guy Reynebeau
Guy Reynebeau is een politicus voor Groen. Hij was gemeenteraadslid en schepen in Gent bij sp.a. Hij werkte als journalist bij de Vooruit en het Gentse stadsmagazine De Dulle Draak.

## Loopbaan
Na zijn humaniora ging hij op stage bij de stadsredactie van de krant Vooruit en werd er later beroepsjournalist. Van 1983 tot 1990 was hij hoofdredacteur van het Gentse stadsmagazine De Dulle Draak. Daarna werkte hij als commercieel afgevaardigde van een privé-bedrijf. In 2004 verkreeg hij een kaderfunctie bij Eandis bij de dienst Klantenbeheer, afdeling sociale leverancier.
Sinds 2016 is hij er Relatiebeheerder Energieleveringen ihk van de opdracht als sociale leverancier bij Eandis, het latere Fluvius.

## Politiek
Zijn eerste stappen als mandataris zette hij in de OCMW-raad van 1993 tot 1998. Daarna was hij van 1998 tot 2000 gemeenteraadslid en vervolgens van 2001 tot april 2009 ondervoorzitter en lid van het Vast Bureau van het Gentse OCMW. Vanaf 2010 verving hij Karin Temmerman als schepen van sociale zaken in Gent. In 2017 werd hij gewoon opnieuw gemeenteraadslid.
Hij was tevens verschillende jaren lid van Hoge Raad voor Binnenlands Bestuur.
Hij werd op 24 juli 1996 als OCMW-raadslid bestuurder van de toenmalige Gentse Maatschappij voor de Huisvesting.
En op 8 mei 2000 door de nieuwe Raad van Bestuur van deze maatschappij aangesteld tot Voorzitter.
In 2004,naar aanleiding van de viering van het 100-jarig bestaan van de huisvestingsmaatschappij werd de naam gewijzigd in "Woningent".
Reynebeau bleef voorzitter van Woningent tot aan de fusie in 2011 waarbij de huisvestingmaatschappijen Woningent, Scheldevallei en de Goede Werkmanswoning samen met alle Gentse stadswoningen in één grote woonmaatschappij, Woningent geïntegreerd werden.
In de fusie-maatschappij Woningent bleef hij zetelen als lid van het Dagelijks Bestuur en de Raad van Bestuur.
Op 6 maart 2017 werd hij door de Raad van Bestuur opnieuw aangesteld als voorzitter van Woningent.
In 2024 was hij kandidaat voor de gemeenteraadsverkiezingen in Gent bij Groen.
In januari 2025 werd hij aangesteld als BCSD-raadslid in het OCMW van Gent.

## Uitslagen verkiezingen
| Verkiezing              | Kieskring | Datum           | Lijst       | Plaats op lijst | Voorkeursstemmen | Uitslag       | Partijuitslag binnen kieskring |
| ----------------------- | --------- | --------------- | ----------- | --------------- | ---------------- | ------------- | ------------------------------ |
| Gemeenteraadsverkiezing | Gent      | 8 oktober 2006  | sp.a-spirit | 11e plaats      | 1.099            | 2e opvolger   | 31,58 %                        |
| Gemeenteraadsverkiezing | Gent      | 14 oktober 2012 | sp.a-Groen  | 13e plaats      | 2.006            | 19e titularis | 45,5 %                         |
| Gemeenteraadsverkiezing | Gent      | 14 oktober 2018 | sp.a-Groen  | 13e plaats      | 1384             | 22e opvolger  | 33,5%                          |